# Olimpia Kolos Sekvoia

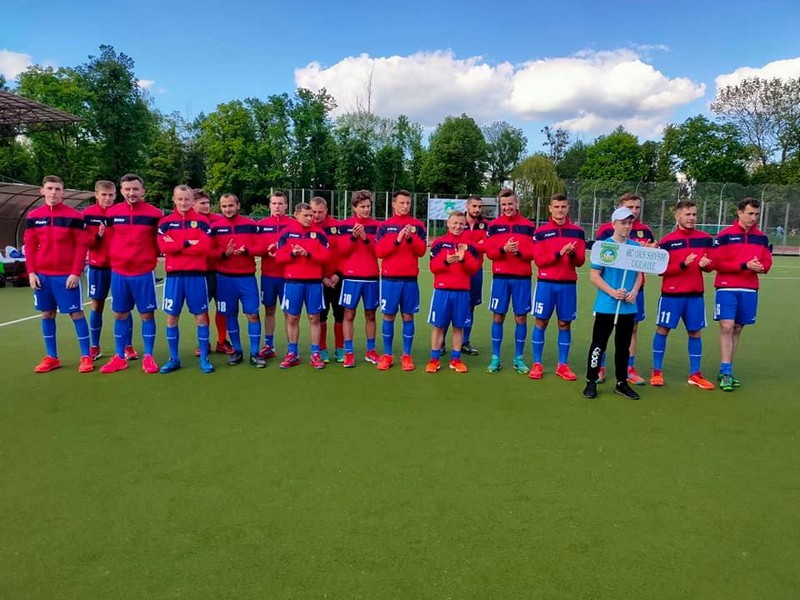
De ploeg van HC OKS-SjVSM in 2021

HC Olimpia Kolos Sekvoia is een Oekraïense hockeyclub uit Vinnytsja.
De club speelt bij de heren en de dames in de hoogste Oekraïense divisie en neemt deel aan de Euro Hockey League 2008/2009. De club werd bij de heren acht keer Oekraïens kampioen.